# Estación de Herzogenbuchsee
La estación de Herzogenbuchsee es la principal estación ferroviaria de la comuna suiza de Herzogenbuchsee, en el Cantón de Berna.

## Historia
La estación de Herzogenbuchsee fue abierta en el año 1857 con la apertura al tráfico ferroviario del tramo Berna - Herzogenbuchsee de la línea Berna - Olten, que unos meses más tarde con la inauguración del tramo Herzogenbuchsee - Olten hizo que se completara la línea. En ese mismo año, 1857, se abrió la línea Herzogenbuchsee - Soleura, que fue cerrada al tráfico ferroviario en 1992.

## Situación
La estación se encuentra ubicada en la zona oeste del núcleo urbano de Herzogenbuchsee, y perfectamente integrado en él. Tiene un total de dos andenes, siendo uno lateral y el otro central, y siete vías pasantes. Del norte de la estación parte un pequeño ramal que aprovecha el antiguo trazado de la línea Herzogenbuchsee - Soleura para dar servicio a una fábrica. La estación está situada en términos ferroviarios en la línea férrea Berna - Olten.

## Servicios ferroviarios
Los servicios son prestados por SBB-CFF-FFS, que ofrece conexiones de larga distancia y regionales.

### Larga distancia
- IR Berna - Burgdorf - Herzogenbuchsee - Langenthal - Olten - Zúrich - Zúrich-Aeropuerto - Schaffhausen. Conexiones InterRegio cada hora por sentido. No todas llegan hasta Schaffhausen, acabando algunos servicios en Zúrich o en Olten.

### Regional
- RE Berna - Burgdorf - Wynigen - Herzogenbuchsee - Langenthal - Olten. Trenes RegioExpress con frecuencias cada hora desde primera hora de la mañana hasta la medianoche.[1]